# Bushy Park
Bushy Park i London Borough of Richmond upon Thames är med sina 445 hektar den näst största av Londons kungliga parker, efter Richmond Park.

## Historia
Det område som nu kallas Bushy Park har varit befolkat under åtminstone de senaste 4 000 åren. De tidigaste arkeologiska uppgifterna som har hittats på platsen går tillbaka till bronsåldern. Det finns också bevis för att området användes under medeltiden för jordbruk.

## Besöksmål
Parken har länge varit populär bland lokalbefolkningen, men lockar också besökare längre bortifrån. Från mitten av 1800-talet till andra världskriget kom Londonborna hit för att fira Chestnut Sunday och för att se kastanjeträdens rikliga blomning längs Chestnut Avenue. De gamla tullarna upptäcktes och återskapades 1993 av Colin och Mu Pain.